# اشتفان لوخنر
اشتفان لوخنر (به آلمانی: Stefan Lochner) (زادۀ ۱ ژانویهٔ ۱۴۱۰ میلادی – درگذشتۀ ۱ ژانویهٔ ۱۴۵۱ میلادی) نقاش آلمانی بود که در اواخر دورۀ گوتیک بین‌المللی کار می‌کرد. نقاشی‌های او گرایش آن دوره به خطوط طولانی و رنگ‌های درخشان را با رئالیسم، بافت‌های سطح ماهرانه و شمایل‌نگاری بدیع اوایل رنسانس شمالی ترکیب می‌کند. لوخنر که در شهر کلن، مرکز تجاری و هنری شمال اروپا قرار داشت، یکی از مهمترین نقاشان آلمانی پیش از آلبرشت دورر بود. آثار باقی مانده شامل نقاشی‌های رنگ روغن تک-تخته‌ای، نقاشی چند‌تخته‌ای (چند لَتی) عبادی (محرابی) و دست نوشته‌های تذهیب‌شده‌ است که اغلب تخیلی و نمایشگر فرشتگان بال-آبی است. امروزه حدود سی و هفت تختۀ جداگانه را با اطمینان به او نسبت می‌دهند.